# Hugh Molson, Baron Molson
Arthur Hugh Elsdale Molson, Baron Molson PC (* 29. Juni 1903 in Chelmsford, Essex; † 13. Oktober 1991 in Westminster, London) war ein britischer Politiker der Conservative Party, der mit Unterbrechungen 25 Jahre lang Abgeordneter des House of Commons war und 1961 als Life Peer aufgrund des Life Peerages Act 1958 Mitglied des House of Lords wurde sowie zwischen 1957 und 1959 Minister für Arbeiten (Minister of Works) war.

## Leben

### Rechtsanwalt
Molson war ein Nachfahre der 1782 von Lincolnshire nach Montreal ausgewanderten Familie von John Molson, der Gründerfamilie der Brauerei Molson. Er selbst war Sohn von Major John Elsdale Molson, der zwischen 1918 und 1923 als Abgeordneter im House of Commons den Wahlkreis Gainsborough vertrat, und besuchte zunächst das Old Royal Naval College im Osborne House und danach das Britannia Royal Naval College in Dartmouth, ehe er ein Studium am New College der University of Oxford absolvierte. 
Molson, der 1925 Präsident der Oxford Union war, arbeitete nach Abschluss des Studiums zwischen 1926 und 1929 als Politischer Sekretär der Vereinigten Handelskammer von Indien. Nach seiner Rückkehr kandidierte er für die konservativen Tories bei den Unterhauswahlen am 30. Mai 1929 im Wahlkreis Aberdare erfolglos für ein Abgeordnetenmandat im House of Commons.
Danach absolvierte er ein Studium der Rechtswissenschaften und erhielt 1931 seine anwaltliche Zulassung als Barrister bei der Anwaltskammer (Inns of Court) von Inner Temple, woraufhin er eine Tätigkeit als Rechtsanwalt aufnahm.

### Unterhausabgeordneter
Kurz darauf wurde er jedoch bei den Unterhauswahlen am 27. Oktober 1931 für die Conservative Party zum Abgeordneten in das Unterhaus gewählt und vertrat in diesem bis zu seiner Niederlage bei der darauf folgenden Wahl vom 14. November 1935 den Wahlkreis Doncaster.
Nach dem Tod von Alfred Law am 18. Juli 1939 wurde Molson bei der dadurch notwendigen Nachwahl im Wahlkreis High Peak am 7. Oktober 1939 wieder zum Abgeordneten in das House of Commons gewählt und vertrat die Conservative Party nach fünf Wiederwahlen bis zu seinem Mandatsverzicht am 31. Januar 1961 weitere 21 Jahre als Abgeordneter.
Während des Zweiten Weltkriegs leistete Molson seinen Militärdienst, und zwar zunächst zwischen 1939 und 1941 im 36th Searchlight Regiment sowie danach bis 1942 als Hauptmann im Stab einer Division.

### Minister und Oberhausmitglied
Nach dem Wahlsieg der konservativen Tories bei den Unterhauswahlen am 25. Oktober 1951 wurde Molson von Premierminister Winston Churchill zunächst zum Parlamentarischen Sekretär beim Minister für Arbeiten (Minister of Works), David Eccles, ernannt und behielt dieses Amt, bis er am 11. November 1953 Parlamentarischer Sekretär beim Minister für Verkehr und Zivilluftfahrt (Minister of Transport and Civil Aviation), Alex Lennox-Boyd, wurde. Diese Funktion bekleidete er auch unter den beiden Nachfolgern von Lennox-Boyd, John Boyd-Carpenter und Harold Watkinson, bis zum 9. Januar 1957 und wurde 1956 auch Privy Councillor.
Am 16. Januar 1957 wurde Molson kurz nach dem Amtsantritt von Harold Macmillan als neuer Premierminister von diesem als Nachfolger von Patrick Buchan-Hepburn schließlich selbst zum Minister für Arbeiten ernannt und übte dieses Amt bis zu seiner Ablösung durch John Hope am 22. Oktober 1959.
Nach seinem Ausscheiden aus dem Unterhaus wurde er durch ein Letters Patent vom 21. Februar 1961 als Life Peer mit dem Titel Baron Molson, of High Peak in the County of Derbyshire, in den Adelsstand erhoben und gehörte damit bis zu seinem Tod dem House of Lords als Mitglied an. Später engagierte er sich von 1968 bis 1971 als Vorsitzender sowie danach zwischen 1971 und 1980 als Präsident der Kampagne zum Schutz des ländlichen England (Campaign to Protect Rural England).
Baron Molson war zum Zeitpunkt seines Todes 55 Jahre Mitglied des britischen Parlaments.